# Roger Morin
Roger Paul Morin (ur. 7 marca 1941 w Lowell, Massachusetts, zm. 31 października 2019) – amerykański duchowny katolicki, biskup Biloxi w metropolii Mobile w latach 2009-2016.

## Życiorys
Kształcił się w seminariach w Brighton i Nowym Orleanie. Święcenia kapłańskie otrzymał 15 kwietnia 1971 i został kapłanem archidiecezji Nowy Orlean. Służył m.in. jako proboszcz parafii Wcielenia Słowa Bożego (1988-2002), wikariusz generalny i moderator kurii od 2001.
11 lutego 2003 otrzymał nominację na biskupa pomocniczego Nowego Orleanu ze stolicą tytularną Aulon. Sakry udzielił mu metropolita Alfred Hughes. 2 marca 2009 został ordynariuszem wakującej od roku diecezji Biloxi w Missisipi. Ingres do katedry Narodzenia NMP odbył się 27 kwietnia 2009.
16 grudnia 2016 przeszedł na emeryturę. Zmarł 31 października 2019 w trakcie lotu z Bostonu do Atlanty.